# Јохан Штурм
Протенстантизам је, у изворном смислу, иступио против католичког догматизма, конзерватизма, верске нетрпељивости и привилегија католичког свештенства. Све ово у касној фази протестантизма изродило се у својој супротности. Наиме католичку догматику заменила је протестантска, настава је поново попримила искључиво теолошки карактер, верска нетрпељивост узела је маха. У образовању и уметности појавио се правац под називом неосхоластицизам. На основама тог новог правца, Јохан Штурм (1507-1589) је у Стразбуру 1538. године отворио латинску школу под називом Гимназија.

## Штурмова гимназија, настава и систем
Школа је била подељена на десет разреда, а задатак је био да се развије побожност, знање и говорништво. Главни наставни језик био је латински, али се учио и грчки, док је немачким језиком било забрањено говорити. Реалним предметима и рачнима поклањало се мало пажње. Тек око 1570. године почела се предавати математика и уводе се у настави географија и историја. Према наставним предметима који су били заступљени, Штурмова гимназија давала је једноставно образовање и припремала будуће свештенике протестантске цркве и чиновнике феудалних држава.

## Протестантски универзитети
С појавом реформације немачки универзитети су почели да заостају у свом развоју. Многи су завршавали теолошке факултете да би добили свештеничку службу. Како је реформација била непријатељски расположена према свештенству, то се ретко ко одлучивао за ову професију. За разлику од католичког свештенства, које је сматрало да је за разумевање "Светог писма" неопходно образовање, протестанти су тврдли: " Није потребна ученост за разумевање духа хришћанства". Па ипак да би се идеје нове вере пренеле на народ, потребно је имати довољно проповедника, што се може остварити уколико се завлада универзитетом. Универзитет у Витенбергу постаје центра реформације и ослонац протестантизма. Јавља се један број нових протестантских унивезитета, али се многи од постојећих реформишу по упутствима Меланхтона. Појединци немачке књижевности помагали су оснивање нових универзитета, не само из религиозних побуда, већ и да би одржали престиж кнежевине.